# Роженко Марія Петрівна
Марія Петрівна Роженко (1 грудня 1924, с. Гермаківка, нині Тернопільська область — 12 червня 2008, м. Борщів, Тернопільська область) — український живописець. Член Національної спілки майстрів народного мистецтва України.

## Життєпис
Марія Роженко народилася 1 грудня 1924 року в селі Гермаківці, нині Іване-Пустенської громади Чортківського району Тернопільської области України.
1966 року закінчила дворічну Тернопільську школу художників-оформлювачів при Будинку політосвіти (викладач Степан Данилишин).
У Борщеві працювала художником-оформлювачем при Будинку культури та кінотеатрі.
Померла 12 червня 2008 року в місті Борщеві Чортківського району.

## Творчість
Творила в техніці акварелі; на картинах зображала рідний Надзбручанський край та його людей.
Від 1960 — учасниця районних, обласних та всеукраїнських виставок. Персональні — у Тернополі (1980) та Борщеві (1983, 1987, 2004, 2005, 2019), Бурдяківцях Чортківського району (2014).
Окремі роботи зберігаються у фондах Борщівського та Тернопільського краєзнавчих музеїв, Тернопільського обласного художнього музею; у приватних колекціях в Україні та за кордоном.
Серед робіт: «Сосни» (1962), «Вечір на Дністрі» (1963), «Сходить сонце» (1964), «Левада» (1965), «Ставок» (1966), «Пізня осінь» (1967), «Соняшники» (1968), «Літо на Збручі» (1969), «Старий Бучач» (1970), «Млин» (1971), «Місток» (1972), «Сільські будні» (1973), «Сутінки» (1974), «Другі жнива», «Над Дністром» (обидва — 1975), «Старі верби» (1976), «Весна наближається» (1977), «Біля пристані» (1978), «Млин» (1979), «Сосни на узліссі» (1980), «Наддністрянські далі» (1981), «Іриси» (1984), «Біля млина», «З Дністрової кручі» (обидва — 1987), «Осіння тиша» (1990), «Надзбручанські верби» (1991).